# Station Angoville-sur-Ay
Station Angoville-sur-Ay is een voormalige spoorweghalte gelegen op het grondgebied van de gemeente Angoville-sur-Ay, in het departement Manche in de regio Normandië. Het station ligt aan de lijn van Coutances naar Sottevast.

## Ligging
De halteplaats, gelegen op een hoogte van 49 meter boven zeeniveau bevond zich op kilometerpunt (PK) 34,092 van de lijn van Coutances naar Sottevast, tussen de stations Lessay en La Haye-du-Puits.

## Geschiedenis
Halte Angoville-sur-Ay is op 27 januari 1884 in gebruik genomen door de Compagnie des chemins de fer de l'Ouest bij de opening van de 72 kilometer lange enkelsporige lijn van Coutances naar Sottevast.
Het reizigersvervoer is al in 1970 beëindigd, de halte is op 24 januari 1988 bij de beeindiging van het goederenvervoer op de lijn definitief gesloten. Het reizigersgebouw is in de 21ste eeuw in gebruik als woonhuis.